# 山本麗子
山本 麗子（やまもと れいこ、1947年6月15日- ）は、宮城県出身の料理研究家（クッキングプロデューサー）。日本体育大学女子短期大学部卒業。

## 来歴・人物
4歳から東京で暮らし、台湾で生活をした両親の影響で中国料理に目覚め、今も年に数回中国に出掛ける。
20代にフランス料理を食べ歩き。フランスを中心にヨーロッパ等で料理を学ぶ。その後、香港をはじめとしてアジア料理の研究を重ね、広く和洋中の料理を探求。
リヨンのピラミッドで衝撃的なタルトタタンに出会い、ケーキ、デザートの道に入る。
1994年、長野県北佐久郡北御牧村（現在の東御市）に移住し、自宅で料理、お菓子教室を主宰している。北は北海道、南は沖縄から通う受講生もいる。
また、2004年から旧軽井沢入り口にオープンしたグランカフェローザのプロデュースを手がける。自家農園の野菜をふんだんに使用した料理が好評を博している。
愛媛女子短期大学では客員教授を務め、女性学講座を担当し、学生達に対象者に食べて頂くために必要な「おもてなしの精神（こころ）」を指導している。そのおいしい料理と共に、自然の中で暮らすライフスタイルが女性たちから絶大な支持を受けている。

## 出演
- ひとりでできるもん! 1997年(NHK教育テレビ)
- ザ・駅前テレビ レギュラー（長野朝日放送）
- あさイチあさイチごはん　2010年5月6日・11月17日（NHK）
- みつめて！信州生テレビ2003~2010（長野朝日放送）
- レディス4 2009年8月12日　ゲスト（テレビ東京）
- たけしのニッポンのミカタ! 2009年7月24日　ゲスト（テレビ東京）
- 知るしん。2008年10月10日　ゲスト（NHK長野放送局）
- ソロモン流 2006年7月23日（テレビ東京）
- 山本麗子の楽しいキッチン レギュラー（NHK長野放送局）
- 山本麗子の幸福なキッチン（LaLaTV）
- Vitamin Cafe 〜JAグリーンNAVI〜（FM群馬）
- きょうの料理（NHK）
- 「キユーピー3分クッキング」（NTV）
  - 1992年6月 - 1992年11月（土曜日・「お菓子」講師）[1]
  - 1994年4月 - 1994年9月（隔週土曜日「お菓子」講師）[2]
  - 1996年10月 - 1997年3月（隔週土曜日・「週末はみんなで!」講師）[3]
- 「キユーピー3分クッキング」（CBCテレビ）
  - 2000年2月 - 2002年9月・レギュラー講師
  - 2004年10月 - 2006年3月・レギュラー講師
- 信濃毎日新聞（コラム執筆）

## その他
- 長野放送番組審議委員
- 信濃美術館協議委員
- 愛媛女子短期大学客員教授
- 2002年度地域放送文化賞受賞 他

## 著書
- 『スウィートハートのお菓子』（1993年）鎌倉書房
- 『101の幸福なレシピ 最高に楽しい食卓のための、とっておきお惣菜』講談社, 1994.12
- 『101の幸福なお菓子 最高に楽しい時間のための,とっておきのスイート』講談社, 1996.10
- 『山本麗子のおしゃべりなお菓子』講談社, 1996.5
- 『山本麗子のガーデニングクッキング 信州北御牧村の最高においしい暮らし』講談社, 1997.11
- 『山の中の幸福なキッチン 都会を離れて実現した、料理と生きる暮らし』講談社, 1997.6
- 『山本麗子の信州って、いつもおいしいね。』（1998年）信濃毎日新聞社
- 『つくっちゃお!山本麗子の中国おかず』(生活実用シリーズ. NHKきょうの料理特選) 日本放送出版協会, 1999.4
- 『スウィートハートのお菓子 心に響く、よりすぐりの正統派レシピ37』 (講談社のお料理book) 1999.5
- 『信州の贈りもの 食とおもてなしの旅』信濃毎日新聞社, 2001.3
- 『「粉だし」で極上シンプルだし宣言』(講談社のお料理book) 2001.9
- 『ほっとするね 山本麗子のナチュレシピ』（2002年）家の光協会
- 『山本麗子の家庭中華』(講談社のお料理book) 2004.12
- 『料理に生き山で暮らす幸せ』 (講談社+α文庫) 2006.12
- 『山本麗子の小菜手帖』 (講談社+α文庫) 2006.4
- 『山本麗子の野菜がいちばん』日本放送出版協会, 2007.4
- 『決定版山本麗子の人気の中華おかず』 (今日から使えるシリーズ 講談社, 2007.6
- 『信州四季のくらし季節の味』 (講談社のお料理book) 2007.9
- 『決定版失敗ナシ!はじめての男の手料理』 (今日から使えるシリーズ  講談社, 2008.1
- 『野菜で元気!』朝日新聞出版, 2010.3
- 『何度でも作りたくなる「評判献立」 スウィートハートの料理教室から (講談社のお料理book) 2011.5
- 『山本麗子印の野菜で満腹!』集英社, 2014.7